# 毛脉附地菜
毛脉附地菜（学名：Trigonotis microcarpa）是紫草科附地菜属的植物。分布于不丹、锡金、尼泊尔以及中国大陆的云南、西藏、广西、贵州、西部、东南等地，生长于海拔1,000米至2,800米的地区，多生于山地草地、灌丛林缘或溪谷边，目前尚未由人工引种栽培。